# Copa Asia de Fútbol de ConIFA
La Copa Asia de Fútbol de ConIFA es una competencia continental creada y organizada por ConIFA, una organización que reúne a ciertos estados, minorías, regiones o naciones no afiliadas a la FIFA que desean participar en competencias internacionales. Fue creado en 2023. Desde el punto de vista deportivo, esta competencia es considerada la primera más importante de Asia dentro de ConIFA.
La primera edición tuvo lugar del 4 al 8 de agosto de 2023 en Portugal en la ciudad de Alcochete al sur de Lisboa por razones de seguridad, y vio ganar a Tamil Eelam.

## Historia

### Copa Asia de Fútbol de ConIFA de 2023
La Copa Asia de Fútbol de ConIFA de 2023 fue la primera edición de la Copa Asia de Fútbol de ConIFA. Se llevó a cabo en Portugal del 4 al 8 de agosto de 2023. Inicialmente, la competencia se llevaría a cabo en los Países Bajos.
La selección de Tamil Eelam ganó la Copa Asia de 2023, lo que les otorga su lugar para la Copa Mundial de Fútbol de ConIFA de 2024.

## Palmarés
| Año          | Sede       | Campeón     | Final Resultado | Subcampeón          | Tercer lugar | Resultado                    | Cuarto lugar                 |
| ------------ | ---------- | ----------- | --------------- | ------------------- | ------------ | ---------------------------- | ---------------------------- |
| 2023 Detalle | Portugal   | Tamil Eelam | 3:1             | Hmong               | Tíbet        | Solo hubo tres participantes | Solo hubo tres participantes |
| 2025 Detalle | Inglaterra | Tamil Eelam | 5:0             | Turquestán Oriental | Tíbet        | Solo hubo tres participantes | Solo hubo tres participantes |

## Títulos por equipo
| Equipo      | Campeón  | Subcampeón | Tercer lugar | Cuarto lugar |
| ----------- | -------- | ---------- | ------------ | ------------ |
| Tamil Eelam | 1 (2023) |            |              |              |
| Hmong       |          | 1 (2023)   |              |              |
| Tíbet       |          |            | 1 (2023)     |              |

## Goleadores
| Año  | Jugador      | Equipo      | Goles |
| ---- | ------------ | ----------- | ----- |
| 2023 | S. Nirunthan | Tamil Eelam | 4     |

## Desempeño
| Equipos     | 2023 (3) | Part. |
| ----------- | -------- | ----- |
| Tamil Eelam | 1º       | 1     |
| Hmong       | 2º       | 1     |
| Tíbet       | 3º       | 1     |

### Simbología
| - 1º – Campeón - 2º – Finalista - 3º – 3º Lugar - × – No participó |

## Clasificación general
| Equipo | Equipo      | Part. | Pts | PJ | PG | PE | PP | GF | GC | Dif |
| ------ | ----------- | ----- | --- | -- | -- | -- | -- | -- | -- | --- |
| 1      | Tamil Eelam | 1     | 9   | 3  | 3  | 0  | 0  | 9  | 2  | +7  |
| 2      | Hmong       | 1     | 3   | 3  | 1  | 0  | 2  | 6  | 10 | -4  |
| 3      | Tíbet       | 1     | 0   | 2  | 0  | 0  | 2  | 5  | 8  | -3  |